# Lo Termenet
Lo Termenet és una masia de Florejacs, al municipi de Torrefeta i Florejacs (Segarra), inclosa a l'Inventari del Patrimoni Arquitectònic de Catalunya.

## Descripció
Edifici de pedra de tres plantes construït en filades de petits carreus.
A la façana principal hi ha dues portades de mig punt, una de les quals està tapiada i l'altra semitapiada. Apareix un accés modern a l'esquerra que dona pas a l'interior. A la primera planta observem tres finestres rectangulars amb motllura llisa de pedra i al pis superior dues obertures petites amb motllura de maó. A la façana SO només trobem dues finestres a la segona planta. A la cara NO de la façana hi ha una entrada que dona a la segona planta i a la seva esquerra hi ha una petita finestra. Al pis superior s'obren dues obertures en forma de rombe. La quarta façana no presenta cap obertura i està pràcticament coberta per un edifici adjunt.
Aquest edifici adjunt segueix l'esquema de l'anterior, tot i que és una mica més elevat i de construcció posterior. A la cara NO s'obre una porta i una finestra rectangular a la planta baixa, mentre que al pis superior trobem dues finestres rectangulars emmarcades amb una gran motllura de pedra. La part més interessant d'aquesta nova construcció és la façana principal, en la qual se segueix l'esquema de la galeria vella amb les dues grans arcades d'arc de mig punt, damunt del qual s'obre un gran terrat amb el mur arrebossat i pintat i les baranes de forja.